# Emmi Peltonen
Emmi Peltonen, född 29 november 1999, är en finländsk konståkare. Hennes far, Ville Peltonen, är en före detta professionell ishockeyspelare.
Peltonen tävlade för Finland vid olympiska vinterspelen 2018 i Pyeongchang, där hon slutade på 20:e plats i damernas singelåkning.